# Michael Grunstein
Pour les articles homonymes, voir Grunstein.
Michael Grunstein, né le 30 août 1946 en Roumanie et mort le 18 février 2024, est professeur émérite de chimie biologique à la David Geffen School of Medicine de l'UCLA ,.

## Biographie
Le seul enfant de survivants de l'Holocauste , il obtient son baccalauréat ès sciences de l'Université McGill à Montréal, et son doctorat de l'Université d'Édimbourg, en Écosse. Il fait sa formation post-doctorale à l'Université Stanford à Palo Alto, en Californie, où il invente la technique de criblage par hybridation de colonies pour les ADN recombinants dans le laboratoire de David Hogness .
Après son arrivée à l'UCLA en 1975, Grunstein est le pionnier de l'analyse génétique des histones dans la levure et montre pour la première fois que les histones sont des régulateurs de l'activité des gènes dans les cellules vivantes . Les études de son laboratoire inspirent le code des histones eucaryotes et sont à la base de l'étude moderne de l'épigénétique . Son travail, qui "catapulte le domaine vers l'avant", est récompensé à diverses reprises.
En 2003, il reçoit le Prix Massry de la Keck School of Medicine, Université de Californie du Sud (avec Roger Kornberg et Charles David Allis), en 2011 le Lewis S. Rosenstiel Award for Distinguished Work in Basic Medical Research (partagé avec Charles David Allis), en 2016 le Prix Gruber de génétique de la Fondation Gruber (à l'Université Yale) (conjointement avec Charles David Allis) , le Prix Albert-Lasker pour la recherche médicale fondamentale (conjointement avec Charles David Allis) en 2018. En avril 2008, Grunstein est élu à l'Académie nationale des sciences.